# Bangor (Maine)
Bangor é uma cidade do estado americano do Maine, no Condado de Penobscot. Foi fundada em 12 de fevereiro de 1834. 

## Geografia
De acordo com o United States Census Bureau, a cidade tem uma área de 89,6 km², onde 88,7 km² estão cobertos por terra e 0,8 km² por água.

## Demografia
Segundo o censo nacional de 2010, a sua população é de 33 039 habitantes e sua densidade populacional é de 372,3 hab/km². É a terceira cidade mais populosa do estado. Possui 15 674 residências, que resulta em uma densidade de 176,64 residências/km².